# Melphidippa serrata
Melphidippa serrata is een vlokreeftensoort uit de familie van de Melphidippidae. De wetenschappelijke naam van de soort is voor het eerst geldig gepubliceerd in 1888 door Stebbing.